# Peralta de Calasanz
Peralta de Calasanz (aragónul Peralta y Calasanz, katalánul: Peralta i Calassanç) település Spanyolországban, Huesca tartományban. Peralta de Calasanz Baélls, Alcampell, Graus, Benabarre, San Esteban de Litera, Azanuy-Alins és Estadilla községekkel határos. Lakosainak száma 215 fő (2024).

## Népesség
A település népessége az utóbbi években az alábbiak szerint változott:
| Lakosok száma | 270  | 274  | 261  | 232  | 243  | 240  | 228  | 210  | 226  | 215  |
|               | 2001 | 2004 | 2006 | 2009 | 2011 | 2014 | 2016 | 2019 | 2021 | 2024 |